# Turbo (informatyka)
Turbo to nazwa serii  kompilatorów  firmy  Borland, a także programów pomocniczych i narzędziowych, związanych z tworzeniem i uruchamianiem oprogramowania.

## Kompilatory serii Turbo
Firma Borland wypuściła na rynek całą serię systemów programowania, dla różnych języków programowania, a mianowicie:
- Turbo Assembler[1] – asembler,
- Turbo Basic – BASIC,
- Turbo C[2] –  C,
- Turbo C++ – C++,
- Turbo C# –  C#,
- Turbo Delphi – Object Pascal,
- Turbo Modula-2 – Modula-2,
- Turbo Pascal[1] –  Pascal,
- Turbo Prolog[3] –  Prolog.

## Programy narzędziowe
Pakiet Turbo Pascal i Turbo C++ zawierały następujące programy Turbo wspomagające proces tworzenia i uruchamiania oprogramowania:
- Turbo Debugger – debugger dla systemów programowania firmy Borland,
- Turbo Profiler – analiza efektywności programów,
- Turbo Linker – program łączący,
- Turbo Help – podstawowe informacje o języku i systemie Turbo Pascal.

## Biblioteki
W pakietach tych zawarte są również biblioteki programistyczne, w tym biblioteki o nazwach Turbo:
- Turbo Vision[1] – system okienkowy w trybie tekstowym,
- Turbo3[1] – biblioteka zapewniająca zgodność z wersją 3 pakietu.

## Pliki
Część plików pakietu nosi nazwę Turbo:
- turbo.exe – zintegrowany system programowania dla trybu rzeczywistego DOS,
- turbo.tpl – zbiór podstawowych modułów,
- turbo.tp – zbiór konfiguracyjny dla systemu programowania Turbo,
- turbo.dsk – aktualny stan systemu programowania zapisany do pliku,
- turbo.tph – informacje o języku,
- turbo.ico – ikona.

## Konfiguracja edytorów
W systemach Turbo Pascal i Turbo C++ dostępne są możliwości konfiguracji edytorów:
- Turbo Editor Macro Language – Teml[1],
- Turbo Editor Macro Compliler – Temc[1].